# Gliocladium
Gliocladium:30 ist eine Gattung von Schlauchpilzen aus der Familie der Krustenkugelpilzverwandten.

## Beschreibung
Gliocladium-Arten sind mitosporische, filamentöse Pilze. Sie bringen nur selten ein sexuelles Stadium hervor. Die meisten pathogenen, also krankheitsauslösenden Pilze sind wie Gliocladium mitosporisch. Gliocladium-Arten wachsen fadenartig als langgestreckte Röhren.
Die meisten Gliocladium-Arten wachsen in Kultur schnell und erzeugen sich ausbreitende Kolonien mit einer wildlederartigen oder flaumigen Textur. Eine Petrischale wird innerhalb einer Woche vollständig besiedelt. Die Kolonien sind zunächst cremeweiß, können aber rosa oder lachsfarben werden, wenn sie altern, und hell- bis dunkelgrün, wenn sie Sporen produzieren.
Gliocladium-Arten produzieren Hyphen, Konidiophoren und Konidien, die an hyalinen Phialiden gebildet werden. Die Konidiophoren stehen aufrecht und dicht und haben eine bürstenartige Struktur, welche sich verjüngende, schleimige Phialiden produzieren. Die Pilze können auch Conidiophoren bilden, die sich verzweigen und vertikal orientiert sind, ähnlich wie die Arten der Gattungen Verticillium, Trichoderma und Penicillium. Die Conidien sind einzellig und zylindrisch. Sie sind in schleimigen Tröpfchen an der Spitze der Phialiden angeordnet, die oft über die gesamte Spitze der Conidiophore hinweg zusammenlaufen. Dies steht im Gegensatz zu den trockenen Conidien, die aus den dauerhaften Ketten der Penicillium-Arten sprossen.

## Ökologie und Verbreitung
Den Arten der Gattung Gliocladium wird ein pathogenes Potenzial zugeschrieben, obwohl allgemein noch keine Beobachtungen von bei Tieren oder Menschen ausgelösten Krankheiten vorliegen. G. (jetzt Trichoderma) deliquescens produziert ein Gliotoxin genanntes Gift, das ein Stoffwechselprodukt ist. Über dessen Bedeutung ist allerdings noch nichts bekannt.
Gliocladium-Arten kommen weltweit im Boden und in toter organischer Substanz (Pflanzenresten) vor. Einige Gliocladium-Arten parasitieren andere Pilze. Die Gattung Gliocladium wurde insgesamt als RG-1-Organismus klassifiziert, eine Einstufung für Arten mit geringem bis keinem Risiko für einzelne oder Gruppen von Menschen. Der Status wurde von der American Biological Safety Association auf der Basis von Kriterien der Classification of Infective Microorganisms by Risk Group festgestellt.

## Taxonomie
Mehrere ursprünglich der Gattung zugeordnete Arten einschließlich Gliocladium virens wurden kürzlich der Gattung Trichoderma zugeordnet; G. roseum wurde mit Clonostachys rosea f. rosea aus der Familie der Bionectriaceae identifiziert.
Die Typus-Art war die weit verbreitete Gliocladium penicilloides, die jetzt in die Gattung Sphaerostilbella eingeordnet wird.

### Arten
Species fungorum listet gegenwärtig (Juli 2018) die in der Gattung verbliebenen folgenden Arten auf:
- Gliocladium africanum Eichelb. (1906)
- Gliocladium album (Preuss) Petch (1939)
- Gliocladium ammoniphilum Pidopl. & Bilaĭ (1950)
- Gliocladium atrum J.C. Gilman & E.V. Abbott (1927)
- Gliocladium borysseviczii Pidopl. (1950)
- Gliocladium caespitosum Petch (1939)
- Gliocladium cibotii J.F.H. Beyma (1944)
- Gliocladium cinereum Marchal & É.J. Marchal (1921)
- Gliocladium citrinum Bat., H. Maia & A.F. Vital (1957)
- Gliocladium comtus Rudakov (1981)
- Gliocladium cylindrosporum Matsush. (1975)
- Gliocladium elatum Sacc. (1909)
- Gliocladium flavofuscum J.H. Mill., Giddens & A.A. Foster (1958)
- Gliocladium flavum J.F.H. Beyma (1928)
- Gliocladium luteolum Höhn. (1903)
- Gliocladium microspermum (Sacc.) W. Gams (1982)
- Gliocladium microsporum Petch (1926)
- Gliocladium mumicola C.T. Wei (1941)
- Gliocladium nicotianae Oudem. (1903)
- Gliocladium novae-zelandiae Seifert, Samuels & W. Gams (1985)
- Gliocladium polyporicola (Henn.) Seifert & W. Gams (1985)
- Gliocladium salmonicolor Raillo (1929)
- Gliocladium sampajense Subram. & Bhat (1989)
- Gliocladium sphaerosporum Matsush. (1989)
- Gliocladium thaxteri Seifert & W. Gams (1985)
- Gliocladium verticillioides (G.A. Newton) Pidoplitschka (1930)
- Gliocladium vermoeseni (Biourge) Thom